# Twistringen
Twistringen (dolnoniem. Twustern) – miasto w Niemczech, w kraju związkowym Dolna Saksonia, w powiecie Diepholz.

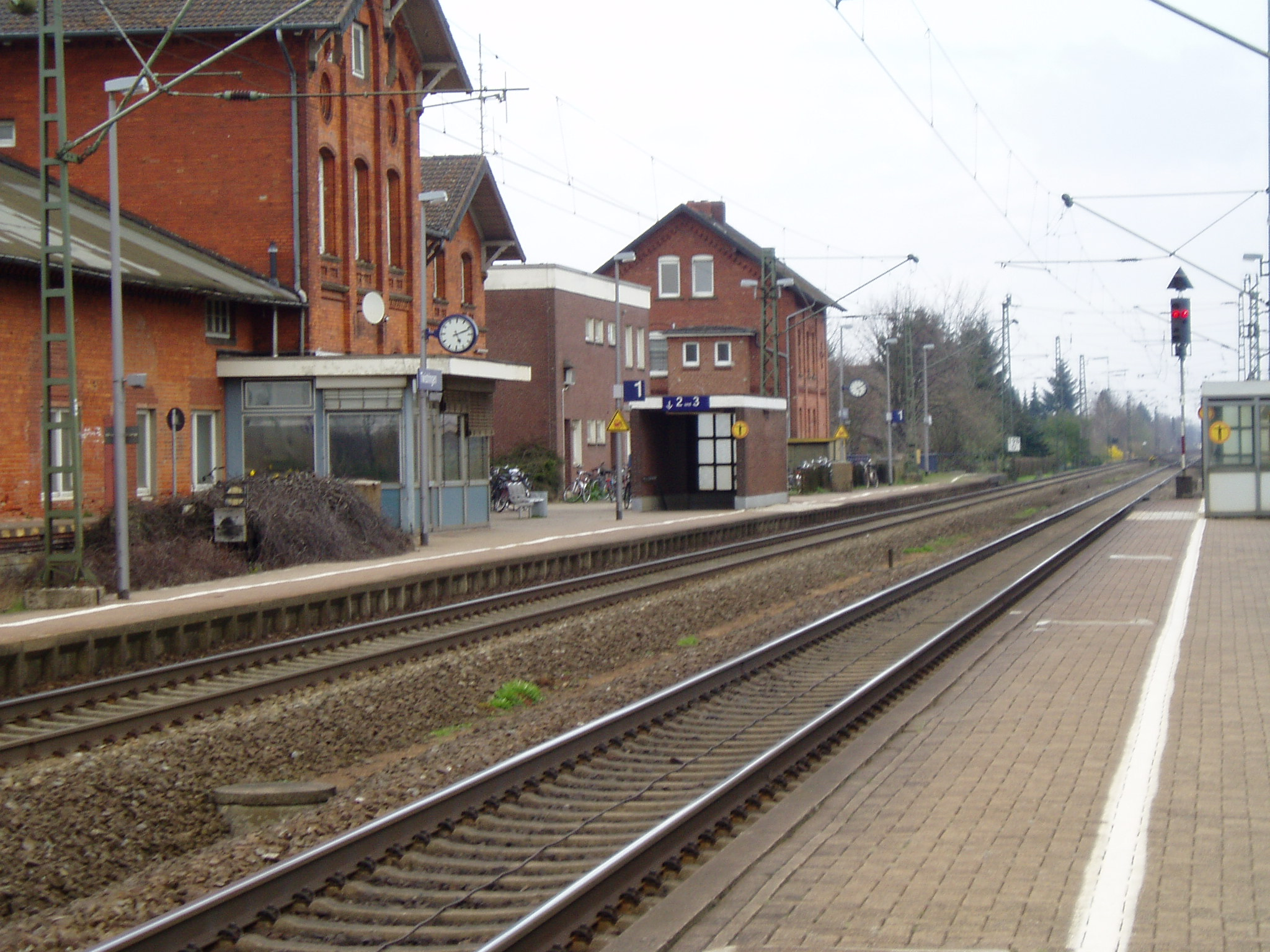
Stacja kolejowa w Twistringen